# Оглєншак
Оглєншак (словен. Ogljenšak) — поселення в общині Словенська Бистриця, Подравський регіон‎, Словенія.